# Raurenjaure (Frostvikens socken, Jämtland, 722068-143290)
Raurenjaure är en sjö i Strömsunds kommun i Jämtland och ingår i Ångermanälvens huvudavrinningsområde. Sjön har en area på 0,599 kvadratkilometer och ligger 858,1 meter över havet. Raurenjaure ligger i Stikkenjukke (Saxån) Natura 2000-område. Sjön avvattnas av vattendraget Stikkenjukke.

## Delavrinningsområde
Raurenjaure ingår i det delavrinningsområde (722080-143202) som SMHI kallar för Utloppet av Raurenjaure. Medelhöjden är 878 meter över havet och ytan är 4,72 kvadratkilometer. Räknas de 3 avrinningsområdena uppströms in blir den ackumulerade arean 10,19 kvadratkilometer. Stikkenjukke som avvattnar avrinningsområdet har biflödesordning 3, vilket innebär att vattnet flödar genom totalt 3 vattendrag innan det når havet efter 409 kilometer. Avrinningsområdet består mestadels av kalfjäll (85 procent). Avrinningsområdet har 0,72 kvadratkilometer vattenytor vilket ger det en sjöprocent på 15,2 procent.